# Lufengpithecus
Lufengpithecus ist eine ausgestorbene Gattung der Menschenaffen, die während des mittleren Miozäns in Asien vorkam. In China entdeckte Fossilien, die zu dieser Gattung gestellt werden, wurden überwiegend in die Zeit vor rund 9 bis 8 Millionen Jahren datiert. In Thailand geborgene Fossilien, die 2003 gleichfalls Lufengpithecus zugeschrieben wurden, sollen 12 bis 11 Millionen Jahre alt sein.
Merkmale des Innenohrs von Lufengpithecus (L. lufengensis) wurden 2024 als Beleg dafür interpretiert, dass die letzten gemeinsamen Vorfahren der heute lebenden Menschenaffen vor rund 8 Millionen Jahren sowohl in Bäumen umherklettern als auch sich – an den Armen unterhalb von Ästen hängend – hangelnd fortbewegen konnten, zudem zweibeinig in Bäumen stehen und zumindest zeitweise sich vierbeinig auf dem Boden fortbewegen konnten.

## Namensgebung
Lufengpithecus ist ein Kompositum. Die Bezeichnung der Gattung verweist auf den Fundort im Kreis Lufeng des Autonomen Bezirks Chuxiong der Yi in der chinesischen Provinz Yunnan. Die zweite Hälfte des Gattungsnamens ist abgeleitet aus dem griechischen Wort πίθηκος (altgriechisch ausgesprochen píthēkos: „Affe“). Lufengpithecus bedeutet somit „Affe von Lufeng“.

## Funde
Die morphologischen Merkmale der Zähne und der Knochen unterhalb des Kopfes von Lufengpithecus ähneln in gewissem Maße den Merkmalen der heute lebenden Orang-Utans, weswegen die Gattung Lufengpithecus in die Unterfamilie der Ponginae eingeordnet wird und als Schwestergruppe der Gattungen Pongo (= Orang-Utans), Sivapithecus und Ankarapithecus gilt. Eine verwandtschaftliche Nähe besteht vermutlich auch mit Meganthropus.
Der Gattung gehören folgende Arten an:
- Lufengpithecus keiyuanensis: Fossilien aus Xiaolongtan nahe Kaiyuan, Provinz Yunnan, Volksrepublik China
- Lufengpithecus lufengensis: Fossilien aus Shihuiba, Kreis Lufeng, Provinz Yunnan, Volksrepublik China (1975 entdeckt[5])
- Lufengpithecus yuanmouensis: Fossilien aus Yuanmou, Provinz Yunnan, Volksrepublik China
- Lufengpithecus chiangmuanensis: Fossilien aus dem Chiang-Muan-Becken im Norden von Thailand.

Die Eigenständigkeit von Lufengpithecus chiangmuanensis ist umstritten; es wurde vorgeschlagen, die nordthailändischen Funde als lokale  Variante der Art Lufengpithecus keiyuanensis zu interpretieren.

## Historisches
Die heute in der Gattung Lufengpithecus vereinigten Funde waren ursprünglich diversen anderen Gattungen zugeordnet worden. So waren beispielsweise bereits 1956 im Bereich der Xiaolongtan-Kohlengrube von Kaiyuan fünf rund 10 bis 8 Millionen Jahre alte Zähne entdeckt und zunächst als Dryopithecus keiyuanensis der Gattung Dryopithecus, später aber als Ramapithecus keiyuanensis der Gattung Ramapithecus zugeordnet worden. 1987 wurden sie dann als eigenständige Gattung geführt und seitdem als Lufengpithecus keiyuanensis bezeichnet; einige Funde waren zuvor auch als Sivapithecus keiyuanensis bezeichnet worden.
Ähnlich verwirrend war lange Zeit die Vielfalt der Bezeichnungen für die seit 1975 geborgenen und auf ein Alter von 9 bis 8 Millionen Jahre datierten Funde aus Shihuiba; gleiches gilt für die seit 1986 entdeckten, rund 9 Millionen Jahre alten Funde aus dem Yuanmou-Becken, für die 1987 sogar u. a. die Bezeichnungen Homo habilis zhupengensis, Homo erectus zhupengensis und Homo orientalis vorgeschlagen worden waren.
Die heute übliche, übersichtliche Zuordnung der Funde aus Yunnan zu drei Arten einer Gattung geht auf eine von Terry Harrison 2002 veröffentlichte Übersichtsarbeit zurück.

## Belege
1. ↑  David R. Begun: Fossil record of Miocene Hominoids. In: Winfried Henke, Ian Tattersall (Hrsg.): Handbook of Paleoanthropology. Springer Verlag, Berlin 2007, S. 924, ISBN 978-3-540-32474-4.
2. ↑  Yaowalak Chaimanee et al.: A Middle Miocene hominoid from Thailand and orangutan origins. In: Nature. Band 422, 2003, S. 61–65, doi:10.1038/nature01449. 
In dieser Studie wird das Alter der Funde auf 13,5 bis 10 Mio. Jahre geschätzt. Spätere Datierungen (siehe Martin Pickford et al.) ergaben 12 bis 11 Mio. Jahre.
3. ↑  Yinan Zhang et al.: Lufengpithecus inner ear provides evidence of a common locomotor repertoire ancestral to human bipedalism. In: The Innovation. Onlineveröffentlichung vom 14. Februar 2024, doi:10.1016/j.xinn.2024.100580.
Inner ear of miocene fossil ape gives clues to evolution of bipedalism . Auf: eurekalert.org vom 6. Februar 2024.
4. ↑   David R. Begun: Fossil record of Miocene Hominoids, S. 952.
5. ↑  Rong Hu, Baopu Du und Lingxia Zhao: Retzius periodicity in the Late Miocene hominoid Lufengpithecus lufengensis from Southwest China: Implications for dental development and life history. In: Journal of Human Evolution. Band 181, 2023, 103400, doi:10.1016/j.jhevol.2023.103400.
6. ↑   Martin Pickford et al.: Age and taxonomic status of the Chiang Muan (Thailand) hominoids. In: Comptes Rendus Palevol. Band 3, Nr. 1, 2004, S. 65–75, doi:10.1016/j.crpv.2003.09.029.
7. ↑  Wu Rukang: A revision of the classification of the Lufeng great apes. In: Acta Anthropologica Sinica. Band 6, Nr. 4, 1987, S. 265–271, Zugang zum Volltext (chinesisch).
8. ↑  Terry Harrison et al.: On the systematic status of the late Neogene hominoids from Yunnan Province, China. In: Journal of Human Evolution. Band 43, 2002, S. 207–227, doi:10.1006/jhev.2002.0570.
 Dieser Übersichtsarbeit sind auch die historischen Daten und Benennungen entnommen.